# 교황 클레멘스 14세
교황 클레멘스 14세(라틴어: Clemens PP. XIV, 이탈리아어: Papa Clemente XIV)는 제249대 교황(재위: 1769년 5월 19일 - 1774년 9월 22일)이다. 세속명은 조반니 빈첸초 안토니오 간가넬리(이탈리아어: Giovanni Vincenzo Antonio Ganganelli)이다.

## 생애
1705년 10월 31일 이탈리아 리미니 근처에서 외과의사와 귀족 여인 사이에 태어난 그는 리미니에서 예수회식 교육을 받고 콘벤투알 수도회에 입회하여 로마의 성 보나벤투라 학원에서 교육을 받고 신학박사 학위를 받은 후 철학과 신학을 가르쳤다. 예수회의 추천으로 성 보나벤투라 학원의 원장이 되었고 밀라노에서는 성 이냐시오 데 로욜라를 공경하여 1743년 《신학변론》을 발표하여 그에게 헌정하였다. 교황 클레멘스 13세에 의해 추기경이 되었다. 프랑스와 에스파냐의 지지를 받아 콘클라베에서 교황에 당선되었다.

## 예수회의 해산
그가 한때 성 이냐시오 데 로욜라를 공경하였음에도 불구하고, 그는 예수회 탄압에 대하여 4년간 결정적인 단안을 내리지 않았다. 포르투갈, 에스파냐, 프랑스 등 세계 각국에서 들어온 추방 청원과 양자택일로써 수도회를 새롭게 개혁하거나 당시 총장 로렌초 리치 사제가 사망하면 총장을 선출하지 못하게 하고 점차적으로 해산시키자는 문헌을 접하였다. 해산 준비 단계로서 교황은 교서를 위한 자료를 수집하였고 교황령 안에서 누리던 예수회의 특권을 제거할 계획을 세웠다. 주교들은 그들에게 강론과 고해성사권을 박탈하였다. 예수회원들은 세계 각 지역에서 추방되었다. 포르투갈에서는 추방된 예수회원들에게 클레멘스 13세의 명령에 의해 주어진 연금이 박탈되었다.
1769년에는 십자가의 성 바오로가 창설한 예수 고난회(우리 주 예수 그리스도의 지극히 거룩한 십자가와 고난의 맨발 성직 수도회)를 정식으로 최종 승인했다.
클레멘스 14세가 1773년 6월 9일에 서명한 칙서 (라틴어: Dominus ac Redemptor 도미누스 레뎀프토르[*])에 의해 예수회 소유의 학원 266개, 신학교 103개, 거주지 88개를 포함한 1만 1천 명의 회원들이 강제로 추방당하고 말았다. 그 해 9월 23일 예수회원들은 모조리 산탄젤로 성에 끌려가 감금되었다. 클레멘스 14세는 역사적으로 성전 기사단 등이 교황청에 의해 해산된 것처럼 예수회를 해산한다고 발표하였다. 예수회를 변호하는 어떤 변론이나 반대도 금지되었다.
| 전임 클레멘스 13세 | 제249대 교황 1769년 5월 19일 - 1774년 9월 22일 | 후임 비오 6세 |

## 같이 보기
- 교황 목록